# On Byung-hoon
Đây là một tên người Triều Tiên, họ là On.
On Byung-Hoon (Hangul: 온병훈; sinh ngày 7 tháng 8 năm 1985) là một cầu thủ bóng đá người Hàn Quốc thi đấu cho Gimhae City ở vị trí tiền vệ.

## Sự nghiệp câu lạc bộ
Là một cầu thủ tuyển từ Đại học Soongsil, On Byung-Hoon ra sân rất ít với Pohang Steelers từ năm 2006 đến 2007. On chuyển đến Jeonbuk Hyundai Motors năm 2008, nhưng vẫn không thể trở thành cầu thủ ra sân thường xuyên. Sau 6 trận ở K League, chỉ có 1 bàn thắng, và quãng thời gian 2 năm với Jeonbuk, On chuyển đến Daegu FC để thi đấu mùa giải 2010.

## Sự nghiệp quốc tế
On là thành viên của đội tuyển U-20 quốc gia năm 2005, và thi đấu 7 trận.

## Thống kê sự nghiệp câu lạc bộ
Tính đến 25 tháng 7 năm 2011
| Thành tích câu lạc bộ | Thành tích câu lạc bộ | Thành tích câu lạc bộ | Giải vô địch | Giải vô địch | Cúp     | Cúp       | Cúp Liên đoàn | Cúp Liên đoàn | Tổng cộng | Tổng cộng |
| Mùa giải              | Câu lạc bộ            | Giải vô địch          | Số trận      | Bàn thắng    | Số trận | Bàn thắng | Số trận       | Bàn thắng     | Số trận   | Bàn thắng |
| Hàn Quốc              | Hàn Quốc              | Hàn Quốc              | Giải vô địch | Giải vô địch | Cúp KFA | Cúp KFA   | Cúp Liên đoàn | Cúp Liên đoàn | Tổng cộng | Tổng cộng |
| --------------------- | --------------------- | --------------------- | ------------ | ------------ | ------- | --------- | ------------- | ------------- | --------- | --------- |
| 2006                  | Pohang Steelers       | K League              | 0            | 0            | 1       | 0         | 1             | 0             | 2         | 0         |
| 2007                  | Pohang Steelers       | K League              | 0            | 0            | 0       | 0         | 1             | 0             | 1         | 0         |
| 2008                  | Jeonbuk Hyundai       | K League              | 6            | 1            | 2       | 0         | 3             | 1             | 11        | 2         |
| 2009                  | Jeonbuk Hyundai       | K League              | 2            | 0            | 1       | 0         | 1             | 0             | 4         | 0         |
| 2010                  | Daegu FC              | K League              | 23           | 1            | 0       | 0         | 5             | 3             | 28        | 4         |
| 2011                  | Daegu FC              | K League              | 8            | 0            | 1       | 0         | 5             | 0             | 14        | 0         |
| Tổng cộng sự nghiệp   | Tổng cộng sự nghiệp   | Tổng cộng sự nghiệp   | 39           | 2            | 5       | 0         | 16            | 4             | 60        | 6         |